# Heinrich Jacob Achenbach
Heinrich Jacob Achenbach (* 3. Juli 1801; † 1882) war ein deutscher Politiker und Bürgermeister der Stadt Siegen von 1838 bis 1862.
Heinrich Jacob Achenbach war eines von acht Kindern aus der Ehe von Eoban Henrich Achenbach (1763–1821) und Agnes Catharina Achenbach geb. Stahlschmidt (1768–1848). Er heiratete am 22. September 1841 in Siegen Johanne Catharine Stauff (* 1818).
Achenbach war hauptberuflicher Siegener Bürgermeister und zudem Mitglied des Westfälischen Provinziallandtages.